# 清野智
清野 智（せいの さとし、1947年9月30日 - ）は、日本の実業家、経営者。東日本旅客鉄道（JR東日本）顧問。東京都新宿区在住。勲等は旭日大綬章。

## 略歴
- 1947年9月30日 - 国鉄勤務の清野廣吉、カツの長男として宮城県仙台市で出生。姉が2人いる。両親は福島県福島市出身で、清野も3歳から小学校3年生の時まで県内に在住した。
- 仙台市立東華中学校、宮城県仙台第一高等学校、東北大学法学部卒業。大学では姉の勧めで放送研究部に入部した。小野寺正（のちにKDDI代表取締役社長）は同部での知り合い[1]。
- 1970年4月 - 日本国有鉄道入社。入社3年目にはコンピュータ部に配属され、天王寺鉄道管理局（現・JR西日本大阪支社）旅客課長[2]、仙台鉄道管理局総務部長などを務める。
- 1987年4月1日 - 国鉄分割民営化により東日本旅客鉄道株式会社入社。東北地域本社 総務部長。
- 1992年 - 財務部長。
- 1994年 - 人事部長。
- 1996年6月- 同社 取締役 人事部長 人材開発部長（1997年まで）。
- 2000年6月 - 同社 常務取締役。
- 2002年6月 - 同社 代表取締役副社長 総合企画本部長も兼任。
- 2006年4月 - 同社 代表取締役社長就任。社長在任中の2011年に東日本大震災が発生し、陣頭指揮を執った。
- 2012年4月 - 同社 取締役会長就任[3]。
- 2018年4月 - 同社 顧問就任[4]。

## 社外
- 2002年6月 - ジェイアールグループ健康保険組合理事長就任[5]。
- 2012年3月 - 株式会社東日本大震災事業者再生支援機構社外取締役就任。
- 2012年7月 - 国際鉄道連合会長就任[6]。
- 2013年6月 - 東北電力社外取締役就任[7]。
- 2014年5月 - 日本ショッピングセンター協会会長[8]。
- 2014年6月 - 日本郵政株式会社取締役[9]
- 2015年6月 - 東北観光推進機構会長就任[10]。
- 2018年4月 - 独立行政法人国際観光振興機構理事長就任[11]。
- 2018年5月 - 公益財団法人日本野球連盟会長就任[12]。
- 2023年4月 - 独立行政法人国際観光振興機構非常勤顧問就任[13]。
- 2023年6月 - 東日本鉄道文化財団会長就任[14]。

## 受賞・受章歴
- 2008年 - 第27回ベストファーザー賞受賞。
- 2012年 - 第32回毎日経済人賞受賞。
- 2024年 - 春の叙勲にて旭日大綬章受章[15][16]。